# 2056 Nancy
2056 Nancy eller A909 TB är en asteroid i huvudbältet, som upptäcktes 15 oktober 1909 av den tyske astronomen Joseph Helffrich i Heidelberg. Den är uppkallad efter Nancy Lou Zissell Marsden, fru till astronomen Brian G. Marsden.
Asteroiden har en diameter på ungefär 7 kilometer.